# Sigma1 Ursae Majoris
Sigma1 Ursae Majoris (11 Ursae Majoris) é uma estrela na direção da constelação de Ursa Major. Possui uma ascensão reta de 09h 08m 23.53s e uma declinação de +66° 52′ 24.0″. Sua magnitude aparente é igual a 5.15. Considerando sua distância de 498 anos-luz em relação à Terra, sua magnitude absoluta é igual a −0.77. Pertence à classe espectral K5III.